# Bośnia i Hercegowina na Zimowych Igrzyskach Olimpijskich Młodzieży 2012
Bośnię i Hercegowinę na Zimowych Igrzyskach Olimpijskich Młodzieży 2012, które odbywały się w Innsbrucku reprezentowało 4 zawodników.

## Skład reprezentacji Bośni i Hercegowiny

### Biegi narciarskie
Chłopcy
| Zawodnik      | Konkurencja   | Kwalifikacje | Kwalifikacje | Ćwierćfinał   | Ćwierćfinał   | Półfinał      | Półfinał      | Finał         | Finał         |
| Zawodnik      | Konkurencja   | Wynik        | Miejsce      | Wynik         | Miejsce       | Wynik         | Miejsce       | Wynik         | Miejsce       |
| ------------- | ------------- | ------------ | ------------ | ------------- | ------------- | ------------- | ------------- | ------------- | ------------- |
| Goran Kosarać | Sprint        | 1:56.05      | 38.          | Nie awansował | Nie awansował | Nie awansował | Nie awansował | Nie awansował | Nie awansował |
| Goran Kosarać | Bieg na 10 km |              |              |               |               |               |               | 35:49.1       | 39.           |

### Narciarstwo alpejskie
Chłopcy
| Zawodnik      | Konkurencja   | Wyniki       | Wyniki       | Wyniki       | Wyniki       |
| Zawodnik      | Konkurencja   | Runda 1      | Runda 2      | Razem        | Miejsce      |
| ------------- | ------------- | ------------ | ------------ | ------------ | ------------ |
| Marko Sljivić | Slalom        | 47.38        | Nie ukończył | Nie ukończył | Nie ukończył |
| Marko Sljivić | Slalom gigant | Nie ukończył | Nie ukończył | Nie ukończył | Nie ukończył |

Dziewczęta
| Zawodnik     | Konkurencja   | Wyniki  | Wyniki  | Wyniki  | Wyniki  |
| Zawodnik     | Konkurencja   | Runda 1 | Runda 2 | Razem   | Miejsce |
| ------------ | ------------- | ------- | ------- | ------- | ------- |
| Nada Zvizdić | Slalom        | 51.33   | 44.09   | 1:35.42 | 20.     |
| Nada Zvizdić | Slalom gigant | 1:06.88 | 1:07.66 | 2:14.54 | 31.     |

### Saneczkarstwo
Chłopcy
| Zawodnik    | Konkurencja | Finał   | Finał   | Finał    | Finał   |
| Zawodnik    | Konkurencja | Ślizg 1 | Ślizg 2 | Razem    | Miejsce |
| ----------- | ----------- | ------- | ------- | -------- | ------- |
| Kerim Catal | Jedynki     | 41.354  | 41.279  | 1:22.633 | 24.     |